# Lille (België)
Lille is een gemeente in de Belgische provincie Antwerpen met ruim 17.000 inwoners. Lille (niet te verwarren met Lillo of Lillo) ligt in de Kempen en omvat de deelgemeenten Lille, Gierle, Poederlee en Wechelderzande. Lille ligt in het kanton Herentals dat op zijn beurt ligt in het arrondissement Turnhout. De buurgemeenten van Lille zijn Beerse, Vosselaar, Kasterlee, Herentals, Vorselaar en Malle.
Samen met de stad Turnhout en de gemeenten Beerse, Kasterlee, Vosselaar en Oud-Turnhout maakt Lille deel uit van het samenwerkingsverband Kordia.

## Geschiedenis
De naam Lille komt van Lindelo wat lindenbos betekent (een loofbos van linden). In 1123 werd Lille voor het eerst schriftelijk vermeld. Lille behoorde tot het Land van Turnhout. Het was een hertogelijk domein waarvan verschillende delen vanaf 1440 als leen werden uitgegeven. In 1567 werd Lille een zelfstandige parochie.
Halverwege de 19e eeuw bestond er een kaarsenfabriek en een brouwerij, omstreeks 1900 was er enkel landbouw, terwijl als huisnijverheid ook het klompenmaken werd beoefend. Later werd Lille ook een centrum van diamantnijverheid. Ook de zusters Apostolinnen vestigden zich in Lille en in 1978 werd een deel van hun grond benut voor de bouw van een verzorgingshuis voor demente en andere zorgbehoevende bejaarden.

## Geografie

### Deelgemeenten
| # | Naam           | Opp. (km²) | Inwoners (2025) | Inwoners per km² | NIS-code |
| - | -------------- | ---------- | --------------- | ---------------- | -------- |
| 1 | Lille          | 18,68      | 5.380           | 288              | 13019A   |
| 2 | Gierle         | 18,57      | 4.652           | 251              | 13019C   |
| 3 | Wechelderzande | 10,91      | 4.273           | 392              | 13019B   |
| 4 | Poederlee      | 11,46      | 2.815           | 246              | 13019D   |

Bron: NIS 

### Aangrenzende gemeenten
| Aangrenzende gemeenten | Aangrenzende gemeenten | Aangrenzende gemeenten | Aangrenzende gemeenten | Aangrenzende gemeenten |
| ---------------------- | ---------------------- | ---------------------- | ---------------------- | ---------------------- |
| Malle                  |                        | Beerse                 |                        | Vosselaar              |
|                        |                        |                        |                        |                        |
|                        | Kasterlee              |                        |                        |                        |
|                        |                        |                        |                        |                        |
| Vorselaar              |                        | Herentals              |                        |                        |

## Bezienswaardigheden
- De Sint-Pieterskerk

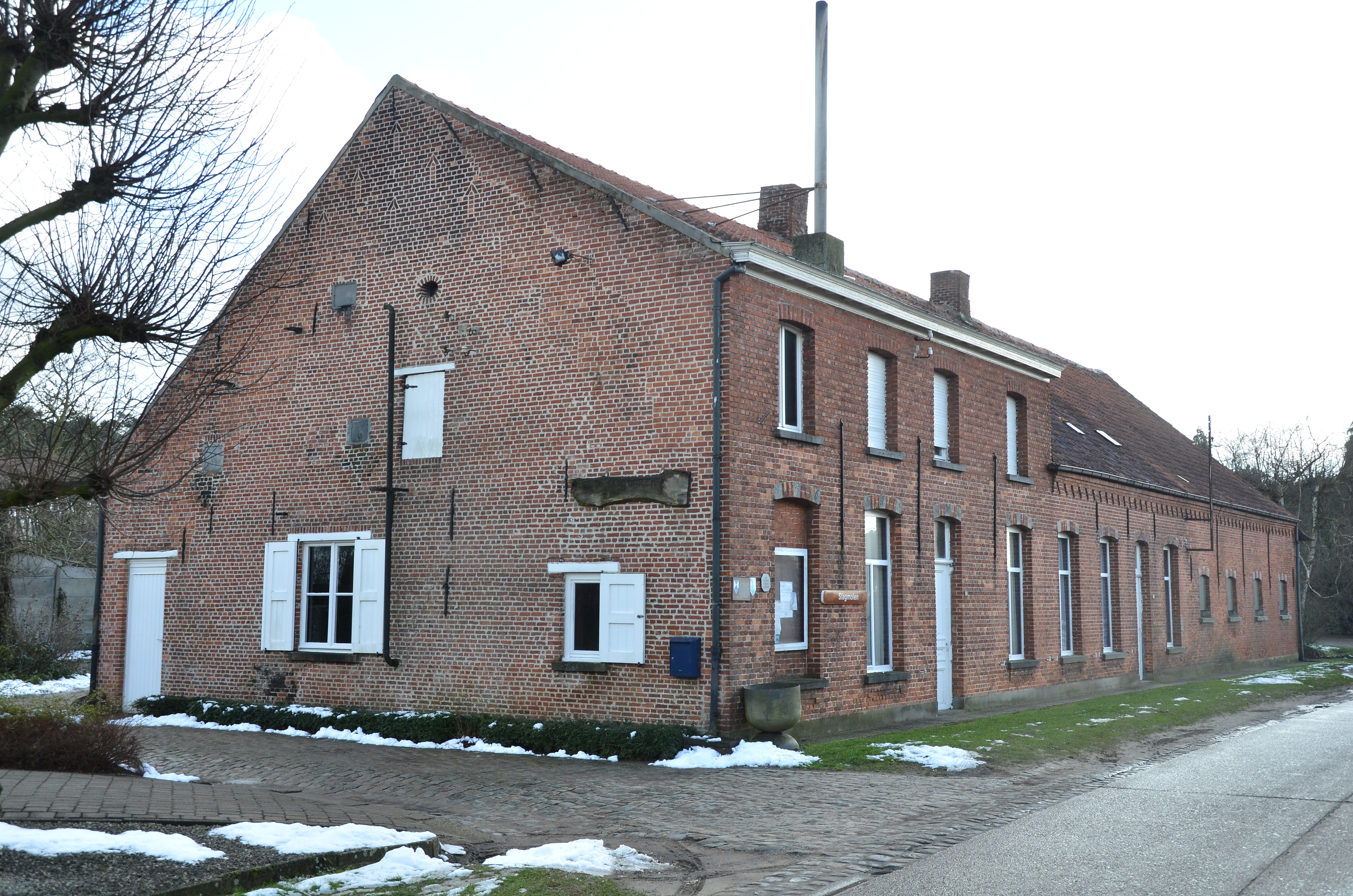
Landbouwcomplex met bewaarde olierosmolen in Lille

- De Achtzalighedenboom die reeds in 1910 als een van de merkwaardigste bomen van België werd vermeld.
- De Slagmolen
- De Zwarte Molen
- De Ommegang
- De Heggekapel
- De Heerlekapel

## Natuur en landschap
Lille ligt in de Kempen op een hoogte van ongeveer 15 meter, met in het oosten de Holle Beemdenbeek en de Platte Beek die samen als Laakbeek zuidwaarts naar de Aa vloeien. In het westen stroomt de Bosbeek die eveneens in de Aa uitmondt.

## Demografie

### Demografische ontwikkeling voor de fusie
- Bronnen:NIS, Opm:1806 tot en met 1970=volkstellingen; 1976 = inwoneraantal op 31 december

### Demografische ontwikkeling van de fusiegemeente
Alle historische gegevens hebben betrekking op de huidige gemeente, inclusief deelgemeenten, zoals ontstaan na de fusie van 1 januari 1977.
- Bronnen:NIS, Opm:1806 tot en met 1981=volkstellingen; 1990 en later= inwonertal op 1 januari

| Inwoners van jaar tot jaar op 1 januari 1992 tot heden | Inwoners van jaar tot jaar op 1 januari 1992 tot heden | Inwoners van jaar tot jaar op 1 januari 1992 tot heden |
| jaar                                                   | Aantal                                                 | Evolutie: 1992=index 100                               |
| ------------------------------------------------------ | ------------------------------------------------------ | ------------------------------------------------------ |
| 1992                                                   | 13.809                                                 | 100,0                                                  |
| 1993                                                   | 14.042                                                 | 101,7                                                  |
| 1994                                                   | 14.166                                                 | 102,6                                                  |
| 1995                                                   | 14.375                                                 | 104,1                                                  |
| 1996                                                   | 14.500                                                 | 105,0                                                  |
| 1997                                                   | 14.704                                                 | 106,5                                                  |
| 1998                                                   | 14.806                                                 | 107,2                                                  |
| 1999                                                   | 14.913                                                 | 108,0                                                  |
| 2000                                                   | 15.021                                                 | 108,8                                                  |
| 2001                                                   | 15.107                                                 | 109,4                                                  |
| 2002                                                   | 15.151                                                 | 109,7                                                  |
| 2003                                                   | 15.258                                                 | 110,5                                                  |
| 2004                                                   | 15.325                                                 | 111,0                                                  |
| 2005                                                   | 15.389                                                 | 111,4                                                  |
| 2006                                                   | 15.509                                                 | 112,3                                                  |
| 2007                                                   | 15.628                                                 | 113,2                                                  |
| 2008                                                   | 15.807                                                 | 114,5                                                  |
| 2009                                                   | 15.978                                                 | 115,7                                                  |
| 2010                                                   | 16.213                                                 | 117,4                                                  |
| 2011                                                   | 16.391                                                 | 118,7                                                  |
| 2012                                                   | 16.350                                                 | 118,4                                                  |
| 2013                                                   | 16.385                                                 | 118,7                                                  |
| 2014                                                   | 16.407                                                 | 118,8                                                  |
| 2015                                                   | 16.386                                                 | 118,7                                                  |
| 2016                                                   | 16.404                                                 | 118,8                                                  |
| 2017                                                   | 16.406                                                 | 118,8                                                  |
| 2018                                                   | 16.512                                                 | 119,6                                                  |
| 2019                                                   | 16.564                                                 | 119,7                                                  |
| 2020                                                   | 16.564                                                 | 120,0                                                  |
| 2021                                                   | 16.517                                                 | 119,6                                                  |
| 2022                                                   | 16.688                                                 | 120,8                                                  |
| 2023                                                   | 16.871                                                 | 122,2                                                  |
| 2024                                                   | 17.026                                                 | 123,3                                                  |
| 2025                                                   | 17.130                                                 | 124,0                                                  |

## Politiek

### Structuur
De gemeente Lille maakt deel uit van het kieskanton Herentals, gelegen in het provinciedistrict Herentals, het kiesarrondissement Mechelen-Turnhout en ten slotte de kieskring Antwerpen.
| Lille            | Lille            | Supranationaal         | Nationaal                         | Nationaal           | Gemeenschap         | Gewest              | Provincie           | Arrondissement    | Provinciedistrict | Kanton          | Gemeente        |
| ---------------- | ---------------- | ---------------------- | --------------------------------- | ------------------- | ------------------- | ------------------- | ------------------- | ----------------- | ----------------- | --------------- | --------------- |
| Administratief   | Niveau           | Europese Unie          | België                            | België              | Vlaanderen          | Vlaanderen          | Antwerpen           | Turnhout          | Turnhout          | Turnhout        | Lille           |
| Administratief   | Bestuur          | Europese Commissie     | Belgische regering                | Belgische regering  | Vlaamse regering    | Vlaamse regering    | Deputatie           | Deputatie         | Deputatie         | Deputatie       | Gemeentebestuur |
| Administratief   | Raad             | Europees Parlement     | Kamer van volksvertegenwoordigers | Vlaams Parlement    | Vlaams Parlement    | Vlaams Parlement    | Provincieraad       | Provincieraad     | Provincieraad     | Provincieraad   | Gemeenteraad    |
| Kiesomschrijving | Kiesomschrijving | Nederlands Kiescollege | Kieskring Antwerpen               | Kieskring Antwerpen | Kieskring Antwerpen | Kieskring Antwerpen | Kieskring Antwerpen | Mechelen-Turnhout | Herentals         | Herentals       | Lille           |
| Verkiezing       | Verkiezing       | Europese               | Federale                          | Federale            | Vlaamse             | Vlaamse             | Provincieraads-     | Provincieraads-   | Provincieraads-   | Provincieraads- | Gemeenteraads-  |

### Geschiedenis

#### Lijst van burgemeesters
| Tijdspanne | Tijdspanne  | Burgemeester                               |
| ---------- | ----------- | ------------------------------------------ |
|            | 1800 - 1806 | Christianus Bouwen                         |
|            | 1806 - 1823 | Petrus Josephus Wuyts                      |
|            | 1823 - 1825 | Joannes Baptista Peeters                   |
|            | 1825 - 1865 | Adrianus Knaeps                            |
|            | 1865 - 1878 | Joannes Franciscus De Smedt                |
|            | 1879        | Guilielmus Goossens (waarnemend)           |
|            | 1879 - 1885 | Petrus Josephus Lamoen                     |
|            | 1885 - 1895 | Willem Gils                                |
|            | 1896 - 1923 | Emiel Goetschalckx (Katholieke Partij/UCB) |
|            | 1923 - 1927 | August Janssen (waarnemend)                |
|            | 1927 - 1928 | Judocus Augustinus Van Looy                |

| Tijdspanne | Tijdspanne   | Burgemeester                   |
| ---------- | ------------ | ------------------------------ |
|            | 1928 - 1929  | Aloïs Van Hemel (waarnemend)   |
|            | 1929 - 1931  | Jan Baptist Smans (waarnemend) |
|            | 1932 - 1941  | Louis Goetschalckx (UCB)       |
|            | 1941 - 1947  | Jan Baptist Smans              |
|            | 1947 - 1952  | Leopold Diels (LVP)            |
|            | 1953         | Jan Baptist Smans              |
|            | 1954 - 1970  | Louis Goetschalckx (CVP)       |
|            | 1971 - 1994  | Karel Lauwereys (CVP)          |
|            | 1995 - 2011  | Jef Van Duppen (CD&V)          |
|            | 2011 - 2018  | Paul Diels (CD&V)              |
|            | 2019 - heden | Marleen Peeters (N-VA)         |

#### Legislatuur 2013 - 2018
Jan Stevens en André Pluym, gemeenteraadsleden voor ANDERS, sloten zich aan bij de fractie van N-VA in de aanloop naar de lokale verkiezingen. De burgemeester was Paul Diels van CD&V. Deze fractie had een meerderheid van 13 op 25 zetels.

#### Legislatuur 2019 - 2024
Na de verkiezingen van 14 oktober 2018 had de CD&V voor het eerst niet meer de absolute meerderheid (dit door een stevig verlies van 13 naar 7 zetels). Op verkiezingsavond werd bekendgemaakt dat er een coalitie zou komen van N-VA en Groen met Marleen Peeters (N-VA) als nieuwe burgemeester.

#### Legislatuur 2024 - 2030
Na de verkiezingen van 13 oktober 2024 vormde N-VA een bestuur met de lokale partij LEF. Beide partijen beschikken over een meerderheid van 14 op 25 zetels. Marleen Peeters (N-VA) bleef burgemeester.

#### Resultaten gemeenteraadsverkiezingen sinds 1976
| Partij of kartel     | Partij of kartel                               | 10-10-1976 | 10-10-1976 | 10-10-1982 | 10-10-1982 | 9-10-1988 | 9-10-1988 | 9-10-1994 | 9-10-1994 | 8-10-2000 | 8-10-2000 | 8-10-2006 | 8-10-2006 | 14-10-2012 | 14-10-2012 | 14-10-2018 | 14-10-2018 | 13-10-2024 | 13-10-2024 |
| Stemmen / Zetels     | Stemmen / Zetels                               | %          | 21         | %          | 23         | %         | 23        | %         | 23        | %         | 23        | %         | 25        | %          | 25         | %          | 25         | %          | 25         |
| -------------------- | ---------------------------------------------- | ---------- | ---------- | ---------- | ---------- | --------- | --------- | --------- | --------- | --------- | --------- | --------- | --------- | ---------- | ---------- | ---------- | ---------- | ---------- | ---------- |
|                      | CVP1/ CD&V2 / L-Vier                           | 62,881     | 16         | 67,191     | 17         | 59,481    | 16        | 52,151    | 13        | 44,541    | 13        | 57,632    | 16        | 45,302     | 13         | 28,32      | 7          | 17,5       | 4          |
|                      | Agalev1/ Groen!2/ Groen3/ Inzet Sociaal&Groen4 | -          |            | -          |            | -         |           | 10,941    | 2         | 8,521     | 1         | 9,142     | 1         | 9,973      | 2          | 22,03      | 5          | 16,84      | 4          |
|                      | VLD1/ VLD+ANDERSA/ Open Vld2                   | -          |            | -          |            | -         |           | -         |           | 13,211    | 3         | 16,69A    | 4         | 4,552      | 0          | -          |            | -          |            |
|                      | NIEUW1/ ANDERS2/ VLD+ANDERSA/ N-VA3            | 19,521     | 4          | 23,851     | 5          | 16,81     | 3         | 292       | 7         | 19,552    | 5         | 16,69A    | 4         | 31,223     | 9          | 38,13      | 11         | 27,83      | 7          |
|                      | Vlaams Blok1/ Vlaams Belang2                   | -          |            | -          |            | -         |           | -         |           | 8,381     | 1         | 16,552    | 4         | 8,972      | 1          | 11,62      | 2          | 12,42      | 3          |
|                      | LEF                                            | -          |            | -          |            | -         |           | -         |           | -         |           | -         |           | -          |            | -          |            | 25,4       | 7          |
|                      | SP                                             | 10,76      | 1          | 8,96       | 1          | 9,06      | 1         | 7,91      | 1         | 5,8       | 0         | -         |           | -          |            | -          |            | -          |            |
|                      | CDE                                            | -          |            | -          |            | 14,66     | 3         | -         |           | -         |           | -         |           | -          |            | -          |            | -          |            |
|                      | GEM BEL                                        | 6,83       | 0          | -          |            | -         |           | -         |           | -         |           | -         |           | -          |            | -          |            | -          |            |
| Totaal stemmen       | Totaal stemmen                                 | 6870       | 6870       | 8183       | 8183       | 9180      | 9180      | 10118     | 10118     | 10870     | 10870     | 11522     | 11522     | 11959      | 11959      | 11576      | 11576      | 8993       | 8993       |
| Opkomst %            | Opkomst %                                      |            |            |            |            | 97        | 97        | 96,37     | 96,37     | 95,48     | 95,48     | 95,35     | 95,35     | 93,15      | 93,15      | 93,0       | 93,0       | 67,1       | 67,1       |
| Blanco en ongeldig % | Blanco en ongeldig %                           | 3,45       | 3,45       | 5,06       | 5,06       | 4,81      | 4,81      | 4,75      | 4,75      | 3,39      | 3,39      | 5,33      | 5,33      | 3,84       | 3,84       | 4,1        | 4,1        | 0,5        | 0,5        |

De rode cijfers naast de gegevens duiden aan onder welke naam de partijen telkens bij een verkiezing opkwamen.

De zetels van de gevormde meerderheid staan vetjes afgedrukt. De grootste partij staat in kleur.

## Bijnaam Krawaten
Inwoners van Lille dragen de bijnaam Krawaten. In 1625 werden vijf Kroatische huurlingen, die plunderend door de Kempen trokken, door zes Lilse boeren in een hinderlaag gelokt, waar ze zijn vermoord. Later werd dit verhaal aangedikt tot een Kroatische edelman of prins die samen met zijn gevolg werd beroofd en vermoord, waarna de inwoners van Lille smartegeld moesten betalen. Onder meer de optocht Toer Krawaat, een café en de Krawatencross zijn naar de bijnaam vernoemd. Er is ook een wetstrijd de Krawatenjogging.

## Sport
Sinds 1992 wordt in Lille jaarlijks de veldrit Krawatencross verreden. In het veldrijden is Lille bovendien bekend als woonplaats van de wereldkampioenen Paul Herygers, Erwin Vervecken, Sanne Cant en Wout van Aert.

## Bekende inwoners
- Renaat Peeters (1925-1999), CVP-politicus en volksvertegenwoordiger
- Louis Neefs (1937-1980), zanger
- Walter Meeuws (1951), voetbalcoach
- Paul Herygers (1962), wereldkampioen veldrijden
- Paul Vermeiren (1963), boogschutter
- Erwin Vervecken (1972), drievoudig wereldkampioen veldrijden
- Sanne Cant (1990), drievoudig wereldkampioen en 15-voudig Belgisch kampioen veldrijden
- Wout van Aert (1994), drievoudig wereldkampioen veldrijden

## Nabijgelegen kernen
Gierle, Wechelderzande, Poederlee